# SWEEPS J175853.92−291120.6
SWEEPS J175853.92-291120.6 è una stella situata nella costellazione del Sagittario, nel bulbo della Via Lattea, a una distanza di 27.700 anni luce dalla Terra. Nel 2006 è stato individuato un pianeta, SWEEPS-04, in orbita attorno a essa.

## Caratteristiche
La stella ha una magnitudine apparente pari a 18, una massa pari a 1,24 masse solari e un raggio di 1,18 raggi solari. La designazione "SWEEPS J175853.92−291120.6" prende il nome dal progetto SWEEPS (Sagittarius Window Eclipsing Extrasolar Planet Search) che nel 2006 ha scoperto il pianeta compagno.

## Sistema planetario
Il pianeta scoperto nel 2006 è stato denominato SWEEPS-04 ed è un gigante gassoso. Siccome dista dalla stella madre solo 0,05 UA è classificato gioviano caldo.
Il pianeta è stato scoperto attraverso il metodo del transito.
| Pianeta   | Tipo           | Massa   | Raggio       | Periodo orb. | Sem. maggiore            | Scoperta |
| --------- | -------------- | ------- | ------------ | ------------ | ------------------------ | -------- |
| SWEEPS-04 | Gioviano caldo | <3,8 MJ | 0,81±0,10 rJ | 4200 giorni  | 0,055 unità astronomiche | 2006     |